# La Motte-Feuilly
La Motte-Feuilly ist eine französische Gemeinde mit 74 Einwohnern (Stand: 1. Januar 2022) im Département Indre in der Region Centre-Val de Loire. Sie gehört zum Arrondissement La Châtre, zum Kanton La Châtre und zum Gemeindeverband Communauté de communes de la Châtre et Sainte Sévère. Die Einwohner werden Lévicomontains genannt.

## Lage
La Motte-Feuilly liegt etwa 48 Kilometer südöstlich von Châteauroux. Umgeben wird La Motte-Feuilly von den Nachbargemeinden Montlevicq im Norden, Champillet im Osten, Feusines im Süden und Südosten, Sainte-Sévère-sur-Indre im Süden sowie Briantes im Westen und Nordwesten.

## Bevölkerungsentwicklung
| Jahr                      | 1962 | 1968 | 1975 | 1982 | 1990 | 1999 | 2006 | 2013 |
| Einwohner                 | 81   | 75   | 44   | 43   | 44   | 42   | 34   | 39   |
| Quelle: Cassini und INSEE |      |      |      |      |      |      |      |      |

## Sehenswürdigkeiten
- Kirche Saint-Hilaire
- Schloss Charlotte d’Albret aus dem 15. Jahrhundert

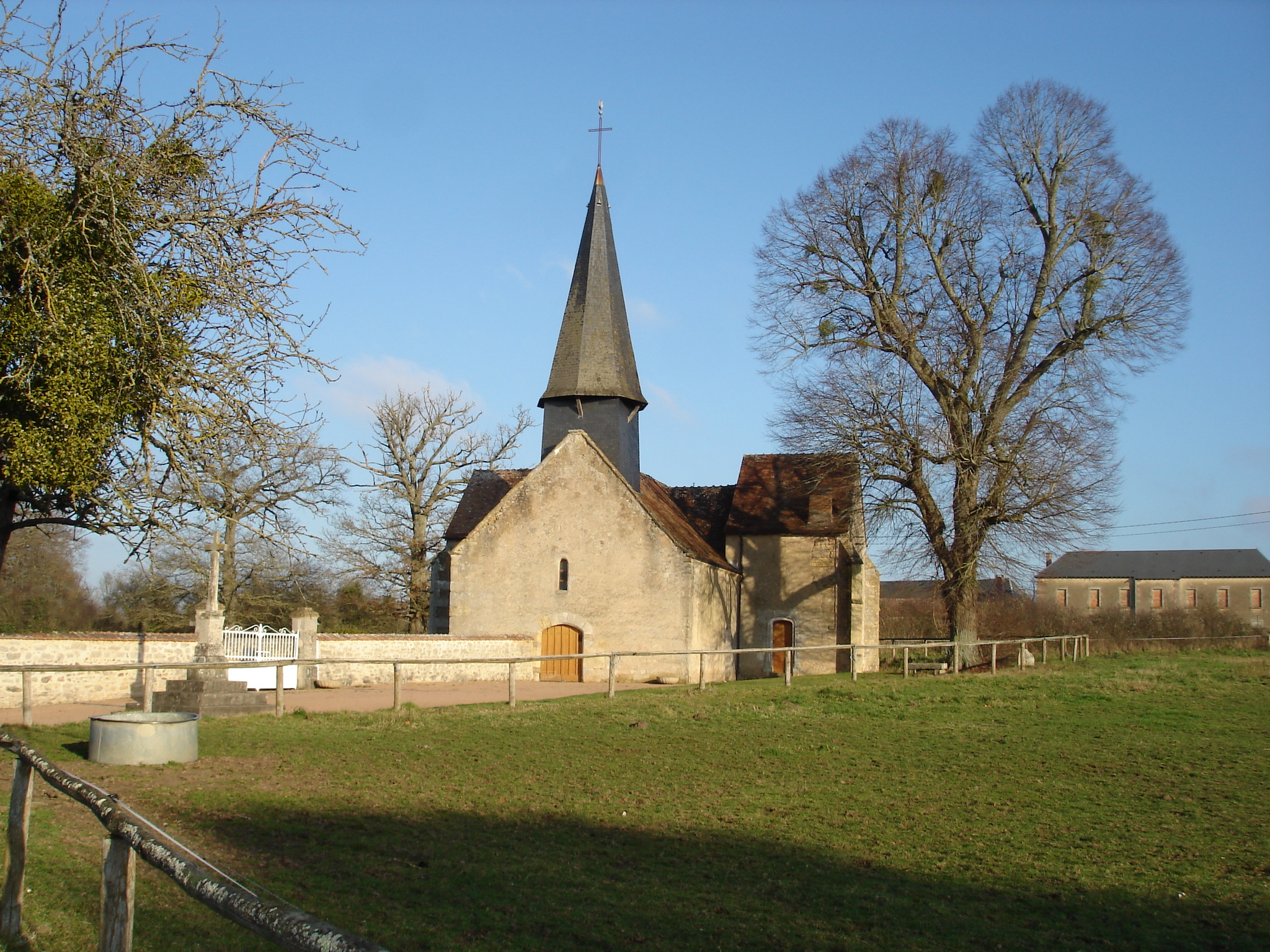
Kirche Saint-Hilaire